# Giovanni Soldati
Giovanni Soldati (Roma, 1º giugno 1953) è un regista e sceneggiatore italiano.

## Biografia
Figlio dello scrittore e regista Mario Soldati e dell'attrice Jucci Kellermann (pseudonimo di Julca Giuliana Kellermann), compagno "storico" dell'attrice Stefania Sandrelli, Soldati studia presso l'Università di Cambridge, ed in seguito inizia a lavorare nel mondo del cinema come aiuto regista di importanti direttori come Steno, Bernardo Bertolucci, Duccio Tessari e Tinto Brass. 
Nel 1984 debutta come regista, curando la regia della miniserie televisiva I racconti del maresciallo, con Arnoldo Foà, a cui seguono due lavori cinematografici: L'attenzione e La sposa americana, entrambi con la Sandrelli protagonista. In seguito si è principalmente dedicato alla regia televisiva, lavorando in Vite a termine (1995), Mia per sempre (1998) e Il bello delle donne (2001).
Nel 2023 esce, a distanza di 37 anni dall'ultimo film, Uomo di fumo, con protagonista Stefania Sandrelli.

## Filmografia

### Cinema
- L'attenzione (1984)
- La sposa americana (1986)
- Uomo di fumo (2023)

### Televisione
- I racconti del maresciallo – miniserie TV, 6 puntate (1984)
- Vite a termine – film TV (1995)
- Mia per sempre – miniserie TV (1998)
- Il bello delle donne – serie TV, 3 episodi (2001-2002)